# Zednická lať
Zednická lať je pomůcka k vytváření rovných ploch a hran při zednických pracích. Běžně je vyráběna ze dřeva, nověji z hliníkových slitin.

## Dřevěná lať
Dřevěná zednická lať je rovné, ohoblované, užší prkno ze smrkového dřeva různých profilů. Latě jsou dodávány na stavbu jako spotřební materiál pro zedníky, obkladače, omítkáře a fasádníky a štukatéry. Jsou zhotoveny v různých délkách a profilech – např.: 15×80 mm nebo 20×120 mm a jiné. Dřevo musí být pokud možno bez suků, nemusí však být vysušené. Bezpodmínečně nutná je ale přesná rovnoběžnost stran v šířce i v tloušťce po celé délce, protože například při kontrole rovinnosti podlahy se na ni položí na výšku profilu rovná lať a na ní se přiloží vodováha (vodováha se tím vlastně prodlouží). Nerovnoběžnou latí je měření chybné. Latě nemohou být vyrobeny z listnatého dřeva, takové by reagovaly s vápnem a udělaly by na omítce špatně odstranitelné skvrny.

### Použití
Řemeslníci si nejprve pro sebe vyberou nejkvalitnější rovné latě. Pokud časem nedrží rovinu a ohýbají se (dřevo pracuje), vyřadí je. Další se pak řežou na délku dle potřeby omítkářských prací na omítání rohů. Zednickými skobami se uchytí na hranách s přesahem dle tloušťky omítky a provede se omítka v silnější vrstvě. Pak se zespodu vodorovně přiloží krátká lať a za současného pohybu do stran se po svislé lati vyjede vzhůru – omítka je srovnaná. Latě jsou tak na stavbě postupně rozřezány, mimoto se u nich časem srazí hrany a musí se vyřadit. Proto patří mezi spotřební materiál.

## Hliníková lať
Na novostavbách se stále více používá latí, které jsou vyrobeny z hliníku.